# Арман Царукян
Арман Наірович Царукян (вірм. Արման Նաիրիի Ծառուկյան; нар. 11 жовтня 1996, Ахалкалакі, Грузія) — російський професійний боєць змішаних бойових мистецтв вірменського походження, родом з Грузії. В даний час він виступає в легкому дивізіоні Абсолютного бійцівського чемпіонату (UFC). Станом на 16 квітня 2024 року він є № 1 у рейтингу UFC у легкій вазі.

## Біографія
Царукян народився у вірменській родині, яка жила в невеликому містечку в Грузії, неподалік від вірменського кордону. Батько Армана, Наірі Царукян, — бізнесмен, займається будівельним бізнесом. Арман — середня дитина зі старшим братом і молодшою сестрою. Сім'я переїхала до Росії, коли Арману було три роки, щоб знайти кращі можливості в житті.
У юності Царукян мав багато спортивних інтересів. Він почав займатися вільною боротьбою і досяг успіху в цьому виді спорту, але пізніше захопився хокеєм і продовжував грати в нього протягом десяти років. Він навіть виступав за юніорську команду хокейного клубу «Амур». Однак, коли Арман наближався до повноліття, він був змушений припинити займатися хокеєм, щоб допомогти батькові, який працював на будівництві.

## Кар'єра

### Рання кар'єра
У змішаних єдиноборствах Царукян дебютував на професійному рівні в 2015 році проти Шаміля Олоханова і переміг технічним нокаутом у першому раунді. Наступний бій він програв нокаутом у першому раунді проти Олександра Бєлих. Арман продовжив боротьбу за просування в змішаних єдиноборствах у Росії та Азії, вигравши наступні 12 боїв із 9 фінішами, включаючи перемогу підкоренням у першому раунді проти Бєлих, щоб помститися за свою першу поразку. Він встановив рекорд 13-1 до підписання контракту на чотири бої з UFC.

### Абсолютний бійцівський чемпіонат
Царукян дебютував в UFC проти майбутнього чемпіона в легкій вазі Іслама Махачева 20 квітня 2019 року на «UFC Fight Night: Оверім проти Олійника». Це був стрімкий бій із боротьбою високого рівня. Незважаючи на те, що Царукян програв одноголосним рішенням суддів, цей бій вважався найважчим випробуванням у кар'єрі Махачева. Цей бій приніс йому бонус «Бій ночі».
Царукян бився з Олів'є Обен-Мерсьє 27 липня 2019 року на UFC 240 і виграв бій одноголосним рішенням суддів.
Очікувалося, що Царукян зустрінеться з Даві Рамосом 11 квітня 2020 року на UFC Fight Night: Оверім проти Гарріса. Через пандемію COVID-19 захід було зрештою відкладено. Згодом поєдинок перенесли на UFC Fight Night 172 19 липня 2020 року. Він виграв бій одноголосним рішенням суддів.
Очікувалося, що Царукян зустрінеться з Насратом Хакпарастом 24 січня 2021 року на UFC 257. Однак у день зважування Хакпараст відмовився від бою через хворобу. У результаті промоушн домовився про матч між Царукяном і Меттом Фреволою. Згодом Царукян втратить 20 % свого гаманця в результаті нестачі ваги, які пішли до Фревола. Царукян виграв бій одноголосним рішенням суддів.
Царукян бився з Христосом Джагосом 18 вересня 2021 року на UFC Fight Night 192. Він виграв бій технічним нокаутом у першому раунді. Ця перемога принесла йому нагороду «Виступ вечора».
26 лютого 2022 року на UFC Fight Night 202 Царукян зустрівся з Хоелем Альваресом у першому бою за своїм новим контрактом із чотирьох боїв. Він виграв бій технічним нокаутом у другому раунді. Ця перемога також принесла Царукяну його другу поспіль премію «Виступ вечора».
Царукян бився з Матеушем Гамротом 25 червня 2022 року на UFC on ESPN 38. Він програв напружений бій одноголосним рішенням суддів. 15 із 22 ММА-ЗМІ оцінили бій на користь Царукяна. Обидва бійці отримали нагороду «Бій вечора».
17 грудня 2022 року на UFC Fight Night 216 Царукян зустрівся з Даміром Ісмагуловим у першому бою за своїм новим контрактом із чотирьох боїв. Він виграв бій одноголосним рішенням суддів.
Царукян мав зустрітися з Ренато Моікано 29 квітня 2023 року на UFC на ESPN: Сонг проти Сімона. Однак Моікано знявся через травму, а Царукян також був знятий.
Царукян бився з Хоакімом Сілвою 17 червня 2023 року на UFC on ESPN 47. Він виграв бій технічним нокаутом у третьому раунді.
Царукян бився з Бенейлом Даріушем 2 грудня 2023 року в головній події UFC on ESPN 52. Всього за 64 секунди він виграв цей бій нокаутом у першому раунді через удар коліном у голову з наступними ударами. Бій приніс йому нагороду «Виступ вечора».

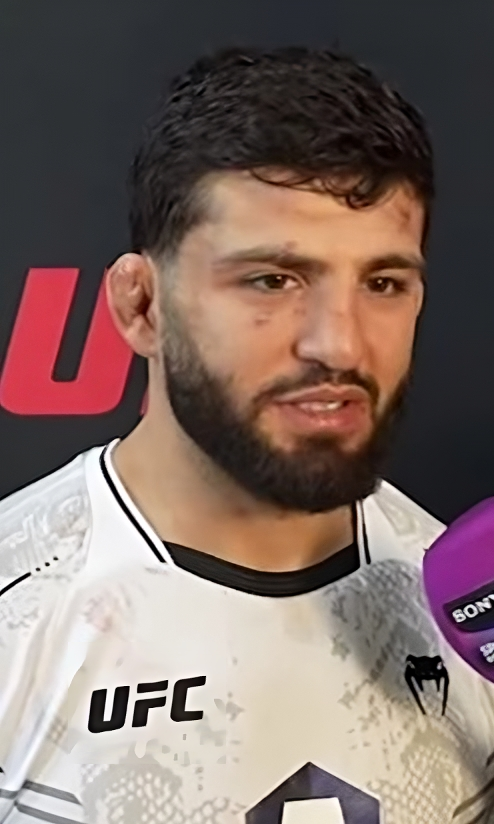
Царукян у 2024 році

Царукян бився з колишнім чемпіоном UFC у легкій вазі Шарлісом Олівейрою 13 квітня 2024 року на UFC 300. Він виграв бій розділеним рішенням суддів після того, як пережив кілька спроб підкорення від Олівейри.
18 січня 2025 року на UFC 311 Царукян зустрінеться з Ісламом Махачовим у реванші за титул чемпіона UFC у легкій вазі.

### Грепплінг
1 жовтня 2023 року Царукян переміг в експертному середньому дивізіоні NAGA Лос-Анджелес, здолавши всіх трьох своїх суперників.

## Скандали
Перед боєм з Шарлісом Олівейрою на UFC 300 Царукян, як видається, вдарив фаната, коли йшов до октагону. Після UFC 300 Дейна Вайт сказав, що він стурбований тим, що компанія може зіткнутися з судовим позовом від фаната. Однак проти Царукяна та UFC не було подано жодних судових позовів. Тим не менш, спортивна комісія штату Невада (NSAC) зустрілася з Царукяном 30 квітня 2024 року, щоб обговорити інцидент. Вони вирішили утримати 20 % від його заробітку за бій ($31 600 з $158 000).
25 червня 2024 року було оголошено, що Царукяна було оштрафовано на 25 000 доларів США та відсторонено від змагань на дев'ять місяців, що дало йому право брати участь у змаганнях 12 січня 2025 року, якщо він не зробить схвалену NSAC публічну заяву проти булінгу, що зменшить дискваліфікацію на шість місяців, що дає йому право брати участь у змаганнях 12 жовтня 2024 року.

## Нагороди та досягнення

### Змішані бойові мистецтва
- Абсолютний бійцівський чемпіонат
  - «Бій ночі»[en] (2) проти Іслама Махачева і Матеуша Гамрота[pl][13][33]
  - «Виступ вечора»[en] (3) проти Христоса Джагоса[en], Хоеля Альвареса[es] і Бенейла Даріуша[en][25][29][41]

## Статистика
| Професійна кар'єра бійця |            |           |
| Боїв 25                  | Перемог 22 | Поразок 3 |
| Нокаут                   | 9          | 1         |
| Здача                    | 5          | 0         |
| Рішення суддів           | 8          | 2         |

| Результат | Рекорд | Суперник             | Спосіб                                         | Турнір                                          | Дата             | Раунд | Час  | Місце                                               | Примітки                                                     |
| --------- | ------ | -------------------- | ---------------------------------------------- | ----------------------------------------------- | ---------------- | ----- | ---- | --------------------------------------------------- | ------------------------------------------------------------ |
| Перемога  | 22–3   | Шарліс Олівейра      | Роздільне рішення                              | UFC 300                                         | 13 квітня 2024   | 3     | 5:00 | Лас-Вегас, Невада, США                              | Усунення титулу UFC у легкій вазі.                           |
| Перемога  | 21–3   | Бенейл Даріуш        | KO (коліно і удари)                            | UFC на ESPN: Даріуш проти Царукяна              | 2 грудня 2023    | 1     | 1:04 | Остін, Техас, США                                   | Виступ ночі.                                                 |
| Перемога  | 20–3   | Хоакім Сілва         | TKO (удари)                                    | UFC на ESPN: Ветторі проти Канноньєра           | 17 червня 2023   | 3     | 3:25 | Лас-Вегас, Невада, США                              |                                                              |
| Перемога  | 19–3   | Дамір Ісмагулов      | Одноголосне рішення                            | UFC Fight Night: Канноньєр проти Стрікленда     | 17 грудня 2022   | 3     | 5:00 | Лас-Вегас, Невада, США                              |                                                              |
| Поразка   | 18–3   | Матеуша Гамрота      | Одноголосне рішення                            | UFC на ESPN: Царукян проти Гамрота              | 25 червня 2022   | 5     | 5:00 | Лас-Вегас, Невада, США                              | Бій ночі.                                                    |
| Перемога  | 18–2   | Хоель Альварес       | TKO (удари)                                    | UFC Fight Night: Махачов проти Гріна            | 26 лютого 2022   | 2     | 1:57 | Лас-Вегас, Невада, США                              | Виступ ночі.                                                 |
| Перемога  | 17–2   | Христос Джагос       | TKO (удари)                                    | UFC Fight Night: Сміт проти Спанна              | 18 вересня 2021  | 1     | 2:09 | Лас-Вегас, Невада, США                              | Виступ ночі.                                                 |
| Перемога  | 16–2   | Метт Фревола         | Одноголосне рішення                            | UFC 257                                         | 24 січня 2021    | 3     | 5:00 | Абу-Дабі, ОАЕ                                       | Поєдинок у важкій вазі (157 фунтів); Царукян пропустив вагу. |
| Перемога  | 15–2   | Даві Рамос           | Одноголосне рішення                            | UFC Fight Night: Фігейредо проти Бенавідеса 2   | 18 липня 2020    | 3     | 5:00 | Абу-Дабі, ОАЕ                                       |                                                              |
| Перемога  | 14–2   | Олів'є Обен-Мерсьє   | Одноголосне рішення                            | UFC 240                                         | 27 липня 2019    | 3     | 5:00 | Едмонтон, Альберта, Канада                          |                                                              |
| Поразка   | 13–2   | Іслам Махачев        | Одноголосне рішення                            | UFC Fight Night: Оверім проти Олійника          | 20 квітня 2019   | 3     | 5:00 | Санкт-Петербург, Росія                              | Бій ночі.                                                    |
| Перемога  | 13–1   | Феліпе Олів'єрі      | KO (удар в голову)                             | S-70: Plotforma Cup 2018                        | 22 серпня 2018   | 3     | 1:25 | Сочі, Краснодарський край, Росія                    |                                                              |
| Перемога  | 12–1   | Жуніор Ассунсао      | Одноголосне рішення                            | MFP 220: Mayor's Cup 2018                       | 26 травня 2018   | 3     | 5:00 | Хабаровськ, Хабаровський край, Росія                | Захистив титул чемпіона FEMFP у легкій вазі.                 |
| Перемога  | 11–1   | Хаотян Ву            | TKO (spinning back kick to the body and удари) | Gods of War World MMA Championship              | 24 березня 2018  | 3     | 0:31 | Пекін, Китай                                        |                                                              |
| Перемога  | 10–1   | Сато Такенорі        | Одноголосне рішення                            | MFP 214: Governor's Cup 2017                    | 2 грудня 2017    | 3     | 5:00 | Хабаровськ, Хабаровський край, Росія                | Виграв чемпіонат FEMFP у легкій вазі.                        |
| Перемога  | 9–1    | Кьон Пхьо Кім        | Одноголосне рішення                            | Road FC 043                                     | 28 жовтня 2017   | 3     | 5:00 | Сеул, Південна Корея                                |                                                              |
| Перемога  | 8–1    | Марсіо Брено         | Підкорення (rear-naked choke)                  | S-70: Plotforma Cup 2017                        | 8 серпня 2017    | 1     | 2:54 | Сочі, Краснодарський край, Росія                    | Повернення до легкої ваги                                    |
| Перемога  | 7–1    | Нізамуддін Рамазанов | Підкорення (rear-naked choke)                  | MFP 209: Mayor's Cup 2017                       | 13 травня 2017   | 1     | 2:27 | Хабаровськ, Хабаровський край, Росія                | Дебют у напівлегкій вазі.                                    |
| Перемога  | 6–1    | Густаво Вурлітсер    | Підкорення (rear-naked choke)                  | Octagon Fighting Sensation 11                   | 4 березня 2017   | 1     | 3:22 | Москва, Росія                                       |                                                              |
| Перемога  | 5–1    | Олександр Бєлих      | Підкорення (гільйотинне удушення)              | MFP: Eastern Rubicon 2                          | 10 грудня 2016   | 1     | 2:51 | Хабаровськ, Хабаровський край, Росія                |                                                              |
| Перемога  | 4–1    | Дмитро Шкрабій       | TKO (удари)                                    | MFP 204: International Pankration Tournament    | 5 листопада 2016 | 1     | 2:21 | Владивосток, Приморський край, Росія                |                                                              |
| Перемога  | 3–1    | Олександр Мережко    | Підкорення (удушення анаконди)                 | MFP: Governor's Pankration Cup 2016             | 21 жовтня 2016   | 2     | 1:28 | Петропавловськ-Камчатський, Камчатський край, Росія |                                                              |
| Перемога  | 2–1    | Алі Хайбулаєв        | KO (удар)                                      | MFP: Cup of Administration in Modern Pankration | 6 травня 2016    | 1     | 0:33 | Петропавловськ-Камчатський, Камчатський край, Росія |                                                              |
| Поразка   | 1–1    | Олександр Бєлих      | KO (удар)                                      | MFP: Eastern Rubicon                            | 12 грудня 2015   | 1     | 0:30 | Хабаровськ, Хабаровський край, Росія                |                                                              |
| Перемога  | 1–0    | Шаміль Олоханов      | TKO (удари)                                    | MFP: Assault Nights of Spassk 2015              | 25 вересня 2015  | 1     | 2:47 | Спаськ-Дальній, Приморський край, Росія             | Дебют у легкій вазі.                                         |

## Особисте життя
19 квітня 2019 року Арман одружився з Міленою. На початку 2020 року народилася донька, яку назвав на честь своєї матері. У 2022 році народилася друга донька.